# Guinness
 For alternative betydninger, se Guinness (flertydig). (Se også artikler, som begynder med Guinness)
Guinness eller Guinness plc er et af verdens mest kendte ølprodukter, der stammer fra det bryggeri, som Arthur Guinness grundlagde som St. James's Gate Brewery i Dublin i Irland i 1759.
Øltypen stout er en mørk øl, som blev udviklet i London i begyndelsen af 1700-tallet. Arthur Guinness troede så meget på øltypen, at han indgik et langtidslejemål – på 9.000 år til 45£ p.a. – på den grund, hvor bryggeriet stadig ligger. Arthur Guinness havde held med sin produktion og markedsføring, og Guinness har udviklet sig til et af verdens mest kendte ølmærker.
Øllets karakteristika og smag er baseret på nybrændt ugæret byg. I mange år blev en del af øllet lagret for at give det en skarpere laktosesmag, men Guinness vil ikke svare på, om øllet fortsat lagres. Det tykke cremede skum skyldes en nitrogenblanding, som bliver tilsat under aftapningen.
Selv om Guinness fås over hele verden er ølmærket fortsat tæt forbundet med Dublin og med Irland. Det på trods af, at hovedkontoret flyttede til London i 1932. Ejerskabet har ændret sig gennem opkøb af destillerier og sammenslutning med andre store virksomheder inden for branchen. I dag er det en del af det multinationale Diageo, som er verdens største producent af øl, vin og spiritus.